# Cataulacus granulatus
Cataulacus granulatus är en myrart som först beskrevs av Pierre André Latreille 1802.  Cataulacus granulatus ingår i släktet Cataulacus och familjen myror. Inga underarter finns listade.